# 야우짐웡구

야우짐웡 구의 위치

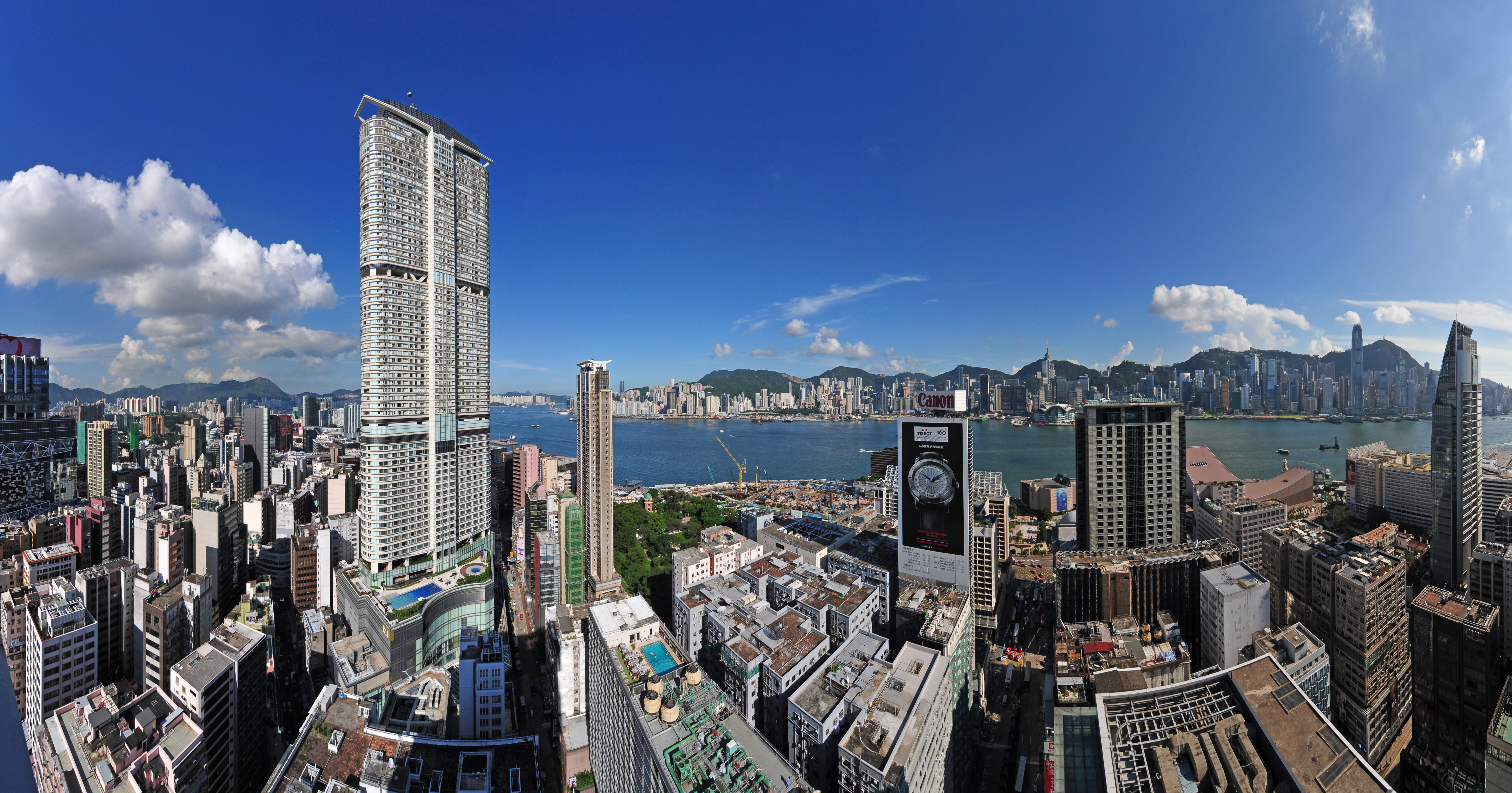
짐사저이

야우짐웡구(중국어: 油尖旺區, 월병: jau4 zim1 wong6 keoi1, 한자음: 유첨왕구, 영어: Yau Tsim Mong District)는 홍콩의 18개 구의 하나로, 가우룽반도의 서쪽에 위치한다. 가우룽의 도심 지역에 해당한다. 면적은 6.55km2이고 인구는 2016년 기준으로 342,970명이다. 홍콩의 구 중에서 3번째로 인구 밀도가 높다.

## 역사
예전에는 야우짐 구(油尖區) 와 웡곡 구(旺角區, 몽콕 구) 로 나뉘어 있었다. 1994년에 이들 구가 합쳐지면서 3개의 주요 지구인 야우마데이(油麻地, 야우마테이) , 짐사저이(尖沙咀, 침사추이) , 웡곡(旺角, 웡곡)의 머릿 글자를 합쳐서 현재의 구 이름이 만들어졌다.

## 교육
- 홍콩 이공대학

## 교통

### 철도
야우짐웡 구에는 5개의 지하철 노선이 통과한다.
- 췬완 선, 군통 선, 둥충 선, 동철선, 공항 고속선

- 홍콩MTR

- ■사이칫선

(튄문 방면)  - 오시딘역 - 짐둥역 - 훙함역
- ■둥칫선

훙함역 - 웡곡둥 - (로우 방면)
- ■군통선

(黄埔 방면) - 야우마데이역 - 웡곡역 - 타이지역 -(티우깅링 방면)
- ■췬완선

(중완 방면) - 짐사저이역 - 조던역 - 야우마데이역 - 웡곡역 - 타이지역 -(췬완 방면)
- ■홍콩 공항선

(홍콩역 방면) - 가우룽역 - (공항 방면)
- ■둥충선

(홍콩역 방면) - 가우룽역 - 오완역 - (둥충 방면)
- 홍콩MTR·중국철도총공사

- 광선강 고속철도

홍콩 사이가우룽역 - (선전·광저우 방면)